# Vári (ort i Grekland, Attika)
Vári är en ort i Grekland.   Den ligger i prefekturen Nomarchía Anatolikís Attikís och regionen Attika, i den sydöstra delen av landet, 18 km söder om huvudstaden Aten. Vári ligger 18 meter över havet och antalet invånare är 15 855.
Terrängen runt Vári är platt åt sydväst, men åt nordost är den kuperad. Havet är nära Vári åt sydväst.  Närmaste större samhälle är Aten, 18,3 km norr om Vári. 